# Hello!みちようび
『Hello!みちようび』（ハロー みちようび）は、2012年4月1日から2016年3月27日まで南日本放送運営のMBCラジオで放送されていたワイド番組である。

## 概要
番組は、レギュラーコメンテーターとゲストを迎えてのトークと音楽を中心とする内容で放送。他に、南さつま市の人物とイベントを紹介する「じゃっど！すっど！きばっど！南さつま市」、地元のバスケットボールチーム・レノヴァ鹿児島（現・鹿児島レブナイズ）の情報を伝える「Dunk!Dunk!レノヴァ」のコーナーも擁していた。

## 出演者

### MC
- 植田美千代（当時MBCアナウンサー）

### レギュラーコメンテーター
- 岡田哲也（詩人）
- 有馬純次（歌手/PaPaジュンジ）
- 山下拓郎（ビートルズ研究家）
- 野井倉博史、岩下善博（SR Factry）
- 瀬戸ひろ美（瀬戸料理学院）

## 放送時間
いずれも日本標準時。特別番組編成時には放送時間が短縮、もしくは放送休止になる場合あり。
- 日曜 15:00 - 18:00 （2012年4月1日）
- 日曜 15:00 - 17:30 （2012年4月8日 - 2012年9月30日） - 18:00からの『ラジオる!』が17:30放送開始になるのに合わせ、一時的に30分縮小。
- 日曜 15:00 - 18:00 （2012年10月7日 - 2016年3月27日）

## タイムテーブル
- 15:00 放送開始
- 15:50 MBC50ニュース
- 16:50 MBC50ニュース
- 16:55 市政スポット（鹿児島市の市政広報番組）
- 17:30 終了